# Neonectria faginata
Espèce
Neonectria faginata est une espèce de champignons de la famille des Nectriaceae.